# École pratique des hautes études
Die École pratique des hautes études (kurz EPHE) ist eine Hochschule für fortgeschrittene Studien in Frankreich, aber keine Universität im klassischen Sinn. Sie hat den Status eines Grand établissement und ist seit 2010 ein Bestandteil des Hochschulverbunds Université Paris Sciences et Lettres.
Sie hat Sektionen für Bio- und Geowissenschaften, für Geschichtswissenschaft und Philologie sowie für Religionswissenschaften. Auf 270 „Lehrende Forscher“ kommen rund 2000 Studenten und Doktoranden. Der Hauptsitz der EPHE ist im 14. Arrondissement von Paris; sie ist jedoch dezentral auf mehrere Standorte innerhalb und außerhalb von Paris verteilt. Eines ihrer Institute (für pazifische Korallenriffe) befindet sich in Französisch-Polynesien.

## Geschichte
Die EPHE wurde am 31. Juli 1868 durch ein Dekret des französischen Kultusministers Victor Duruy gegründet und ist eine der Grandes écoles. Leitgedanke war, die Studenten durch die Teilnahme an der Forschungspraxis der Professoren (hier directeurs d’études genannt) auf die eigene Forschung vorzubereiten. Es wurden weder Diplome verlangt noch vergeben.
Heute können die Studenten (étudiants) Diplome erwerben, jedoch ist immer noch bei ausreichendem Kenntnisstand nach Absprache ein Studium als auditeur (Hörer) möglich.
1886 wurde die 5. Sektion für «sciences religieuses» gegründet. Dies war eine politisch umstrittene Entscheidung, da gleichzeitig die Fakultät für katholische Theologie der Sorbonne geschlossen wurde. Zu den Lehrern zählte Sylvain Lévi, bei dem der junge Marcel Mauss Sanskrit lernte. Von 1901 an unterrichtete Mauss selbst an der Sektion.
1947 wurde eine 6. Abteilung – für Wirtschafts- und Sozialwissenschaften – gegründet. An dieser hatte die Annales-Schule der Geschichtswissenschaft ihr Zentrum. Diese Sektion wurde 1975 als École des hautes études en sciences sociales (EHESS) selbständig.
Die 1. (Mathematik) und 2. Sektion (Physik und Chemie) wurden 1986 aufgelöst. Ihre Lehrstühle und Labore wurden teils an Universitäten, teils an Institute des Centre national de la recherche scientifique (CNRS) überführt.

## Directeurs d’études
Siehe Kategorie:Hochschullehrer (École pratique des hautes études)
| Sektion I – Mathematik (bis 1986) - Victor Puiseux (1820–1883), Mathematische Astronomie, 1872–1880 Sektion II – Physik und Chemie (bis 1986) - Henri Étienne Sainte-Claire Deville (1818–1881), Chemie, 1868–1881 - Louis Pasteur (1822–1895), Physiologische Chemie, 1868–1895 - Marcelin Berthelot (1827–1907), Organische Chemie, 1868–1907 - Émile Roux (1853–1933), Physiologische Chemie, 1904–1926 Sektion III – Naturwissenschaften und Physiologie bzw. Bio- und Geowissenschaften - Claude Bernard (1813–1878), Vergleichende Physiologie - Paul Broca (1824–1880), Anthropologie, 1868–1880 - Jean-Baptiste Charcot (1867–1936), Meeresforschung, 1911–1936 - Victor Henri (1872–1940), Physiologie, 1913–1915 - Émile Roux (1853–1933), Physiologische Chemie, 1926–1933 - Lucie Randoin (1885–1960), Ernährungsphysiologie, 1930–1953 - Henri-Victor Vallois (1889–1981), Anthropologie, 1932– - Pierre Lecomte du Noüy (1883–1947), Molekulare Serologie, 1937– - Pierre Teilhard de Chardin (1881–1955), Angewandte Geologie zu den Ursprüngen des Menschen, 1938–1951 - Bernard Halpern (1904–1978), Allergologie und Immunologie, 1960–1976 - Monique Adolphe (1932–2022), Zelluläre Pharmakologie, 1974–1994 Sektion IV – Geschichte und Philologie - Emmanuel de Rougé (1811–1872), Ägyptische Philologie und Altertumskunde, 1868–1872 - Gaston Maspero (1846–1916), Ägyptische Philologie und Altertumskunde, 1872–1915 - Michel Bréal (1832–1915), vergleichende Grammatik, 1868–1915 - Gabriel Monod (1844–1912), Geschichte, 1872–1912 - Henri Gaidoz (1842–1932), Keltische Sprachen und Literaturen, 1876–1925 - James Darmesteter (1849–1894), Avestische Sprache, 1877–1894 - Charles Clermont-Ganneau (1846–1923), Orientalische Archäologie, 1878–1923 - Joseph Halévy (1827–1917), Äthiopistik und Sabäistik, 1879–1916 - Ferdinand de Saussure (1857–1913), vergleichende Grammatik, 1881–1891 - Joseph Derenbourg (1811–1895), semitische Sprachen, 1884–1895 - Louis Duchesne (1843–1922), Christliche Altertümer, 1885–1895 - Henri Lebègue (1856–1938), Paläographie, 1891–1916; griechische Philologie, 1916–1937 - Paul Passy (1859–1940), Allgemeine und vergleichende Phonetik, 1894–1926 - Antoine Meillet (1866–1936), vergleichende Grammatik, 1896–1927 - Sylvain Lévi (1863–1935), Sanskrit, 1897–1935 - Alexandre Moret (1868–1938), Ägyptische Archäologie und Altertumskunde, 1905–1918 - Victor Bérard (1864–1931), Antike Geographie, 1908–1931 - Raymond Weill (1874–1950), Ägyptische Philologie und Altertumskunde, 1919–1924; Ägyptische Geschichte und Archäologie, 1924–1945 - Jules Bloch (1880–1953), vergleichende Grammatik, 1919–1951 - Marcel Cohen (1884–1974), Äthiopistik und südarabische Studien, 1919–1955 - Jules Marouzeau (1878–1964), Lateinische Philologie, 1920–1952 - Edmond Faral (1882–1958), lateinische Literatur des Mittelalters, 1920–1954 - Albert Dauzat (1877–1955), Neuere Entwicklung der französischen Sprache, 1921–1947 - Pierre Lasserre (1867–1930), Sozialgeschichte der philosophischen Doktrinen, 1922–1930 - Joseph Vendryes (1875–1960), Keltische Philologie, 1925–1960 - Paul Pelliot (1878–1945), Chinesische Philologie, 1927–1945 - Émile Benveniste (1902–1976), vergleichende Grammatik sowie iranische Sprachen, 1927–1969 - Gustave Lefebvre (1879–1957), Ägyptische Philologie, 1928–1948 - Pierre de La Coste-Messelière (1894–1975), griechische Epigraphik und Altertümer, 1932–1964 - Édouard Dhorme (1881–1966), Hebräisch und Aramäisch, 1933–1951 - René Labat (1904–1974), Assyriologie, 1933–1973 - Jacques Bacot (1877–1965), Tibetische Geschichte und Philologie, 1936–1938 - Albert Grenier (1878–1961), Altertümer des keltischen und römischen Gallien, 1936–1946 - Fernand Braudel (1902–1985), Geschichte der iberischen Völker und des westlichen Mittelmeerraums vom Mittelalter bis zum 18. Jahrhundert, 1937–1954 - André Martinet (1908–1999), Phonologie, 1938–1946 - Paul Demiéville (1894–1979), buddhistische Philologie, 1945–1957 - Paul-Marie Duval (1912–1997), Altertümer des römischen Gallien, 1946–1980 - Paul Lemerle (1903–1989), byzantinische Geschichte, 1947–1968 - Robert Marichal (1904–1999), lateinische und französische Paläographie, 1949–1974 - Raymond Bloch (1914–1997), Lateinische Epigraphik und römische Altertümer, 1949–1983 - Maxime Rodinson (1915–2004), Äthiopistik und südarabische Studien, 1955–1998 - André Bareau (1921–1993), buddhistische Philologie bzw. Philologie buddhistischer Texte, 1956–1973 - André Martinet (1908–1999), strukturelle Linguistik, 1957–1995 - Jean Bottéro (1914–2007), Assyriologie, 1958–1982 - Guy Beaujouan (1925–2007), Geschichte der Wissenschaften im Mittelalter, 1963–1993 - Paul Dibon (1915–1995), Ideengeschichte des 17. Jahrhunderts, 1964–1985 - Georges Le Rider (1928–2014), Griechische Numismatik, 1964–1998 - Roland Martin (1912–1997), griechische Archäologie, 1965–1980 - Lionel Galand (1920–2017), Libysch und Berberisch, 1971–1989 - Joseph Mélèze-Modrzejewski (1930–2017), Papyrologie und Rechtsgeschichte der Antike, 1972–2007 - Claude Hagège (* 1936), Strukturelle Linguistik, 1977– - Henri Lavagne (* 1939), Altertümer des römischen Gallien, 1980–2005 - Paul Bernard (1929–2015), Griechische Archäologie des hellenisierten Orients, 1981–1998 - André Lemaire (* 1942), Hebräische und aramäische Philologie und Epigraphik, 1987–2014 - Danielle Gourevitch (1941–2021), Geschichte der Medizin, 1989–2006 - Jean-Michel Leniaud (* 1951), Geschichte der westlichen Architektur im 19. und 20. Jahrhundert, 1990– - Dominique Barthélemy (* 1953), Geschichte des feudalen Frankreichs, 1994– - François Queyrel (* 1956), Griechische Archäologie, seit 1994 - Hervé Coutau-Bégarie (1956–2012), Geschichte der Strategiedoktrinen, 1995– - Jacques Le Rider (* 1954), Europa und die germanische Welt (moderne und zeitgenössische Epoche), seit 1999 - Alessia Bauer (* 1970), Skandinavistik, 2019– | Sektion V – Religionswissenschaften (ab 1886) - Eugène Lefébure (1838–1908), Religionen Ägyptens, 1886–1887 - Isidore Loeb (1839–1892), rabbinische Literatur - Hartwig Derenbourg (1844–1908), Islamistik und Religionen Arabiens, 1886–1908 - Sylvain Lévi (1863–1935), Religionen Indiens, 1894–1935 - Israël Lévi (1856–1939), Talmudisches und rabbinisches Judentum, 1896–1919 - Émile Amélineau (1850–1915), Ägyptische Religionen, 1907–1915 - Marcel Granet (1884–1940), Geschichte der Religionen des Fernen Ostens, 1913–1940 - Marcel Mauss (1872–1950), Religionen nicht-zivilisierter Völker, 1914–1942 - Alexandre Moret (1868–1938), Ägyptische Religionen, 1918–1938 - Étienne Gilson (1884–1978), Geschichte der Doktrinen und Dogmen, 1921–1951 - Alfred Loisy (1857–1940), Religion Israels und der Ostsemiten, 1924–1927 - Jean Przyluski (1885–1944), buddhistische Philologie, 1926–1944 - Maurice Gaudefroy-Demombynes (1862–1957), Islamistik und Religionen Arabiens, 1927–1933 - Alexandre Koyré (1892–1964), Geschichte der religiösen Ideen im modernen Europa, 1929–1962 - Louis Massignon (1883–1962), Islamistik und Religionen Arabiens, 1932–1954 - Georges Dumézil (1898–1986), Vergleichende Mythologie und alte Religionen Europas, 1935–1941 und 1943–1946; Vergleichende Studie der Religionen der indoeuropäischen Völker, 1946–1968 - Maurice Leenhardt (1878–1954), Religionen nicht-zivilisierter Völker, 1941–1950 - Lucien Febvre (1878–1956), Geschichte der Reformation und des Protestantismus, 1943–1948 - Jean de Menasce (1902–1973), Religionen des alten Iran, 1949–1969 - Claude Lévi-Strauss (1908–2009), Religionen nicht-zivilisierter Völker bzw. Vergleichende Religionen schriftloser Völker, 1951–1974 - Rolf A. Stein (1911–1999), Vergleichende Religionen des Fernen Ostens und Innerasiens, 1951–1974 - Henry Corbin (1903–1978), Islamistik und Religionen Arabiens, 1954–1974 - Germaine Dieterlen (1903–1999), Religionen Schwarzafrikas, 1956–1972 - Jean Guiart (1925–2019), Ozeanische Religionen, 1957–1973 - Pierre Devambez (1902–1980), Religion des alten Griechenlands, 1961–1967 - Éveline Lot-Falck (1918–1974), Sibirische Religionsethnologie, 1963–1973 - Jean Yoyotte (1927–2009), Religionen des alten Ägypten, 1964–1991 - Jean Gaudemet (1908–2001), Geschichte des kanonischen Rechts, 1965–1978 - Kristofer Schipper (1934–2021), Religionen Chinas, 1972–2002 - Marcel Detienne (1935–2019), Religionen des alten Griechenlands, 1975–1998 - Jean Baubérot (* 1941), Geschichte und Soziologie des Protestantismus, 1978–1990; Geschichte und Soziologie der Laizität, 1990–2007 - Antoine Faivre (1934–2021), Geschichte der esoterischen und mystischen Strömungen im modernen und zeitgenössischen Europa, 1979–2011 - John Scheid (* 1946), Religionen Roms, 1983–2001 - Alain de Libera (* 1948), Geschichte der christlichen Theologien im mittelalterlichen Westen, 1985–1997 - Alfred Adler (* 1934), Religionen Schwarzafrikas, 1985–2001 - Simon Claude Mimouni (* 1949), Ursprünge des Christentums, 1995–2017 - Jean-Christophe Attias (* 1958), jüdisches Denken des Mittelalters, seit 1998 - John Lagerwey (* 1946), Geschichte des Taoismus und der chinesischen Religionen, 2000–2011 - Esther Benbassa (* 1950), Geschichte des modernen Judentums, seit 2000 - Thomas Kaufmann (* 1962), Geschichte der lutherischen Reformation, 2000–2001 - Bernard Heyberger (* 1954), Geschichte der Christen im Orient (16. bis 19. Jahrhundert), 2004– - Vincent Eltschinger (* 1970), Geschichte des indischen Buddhismus, seit 2015 Sektion VI – Wirtschafts- und Sozialwissenschaften (1947–1975; danach EHESS) - Henri Lévy-Bruhl (1884–1964), Rechtssoziologie, 1948– - Pierre Francastel (1900–1970), Soziologie der bildenden Kunst, 1948– - Pierre Vilar (1906–2002), 1951–1975 - Claude Lévi-Strauss (1908–2009), Primitive Zivilisationen bzw. Sozialanthropologie, 1951–1975 - Pierre Goubert (1915–2012), Wirtschafts- und Sozialgeschichte der Neuzeit, 1955– - Fernand Braudel (1902–1985), 1956–1972 - Jacques Bertin (1918–2010), Kartographie, 1957–1975 - Germaine Tillion (1907–2008), Algerische Soziologie, 1958–1975 - Alfred Métraux (1902–1963), Ethnologie und Soziologie der indigenen Völker Südamerikas, 1959–1963 - Lucien Goldmann (1913–1970), Soziologie der Philosophie und Literatur, 1959–1970 - Raymond Aron (1905–1983), 1960–1975 - Henri Brunschwig (1904–1989), Afrikanische Geschichte, 1962–1975 - Roland Barthes (1915–1980), Soziologie der Zeichen, Symbole und Darstellungen, 1962–1975 - Jacques Le Goff (1924–2014), Historische Anthropologie des mittelalterlichen Westens, 1962–1975 - Jean Delumeau (1923–2020), Geschichte und Soziologie des neuzeitlichen Westens, 1963–1975 - Pierre Jeannin (1924–2004), Ökonomien und Gesellschaften des modernen Europa, 1964–1975 - Serge Moscovici (1925–2014), Sozialpsychologie, 1964–1975 - Pierre Bourdieu (1930–2002), 1964–1975 - François Furet (1927–1997), Sozio-kulturelle Geschichte des modernen Europas, 1966–1975 - Denis Richet (1927–1989), Allgemeine Geschichte und Sozialgeschichte, 1968–1975 - Jacques Dupâquier (1922–2010), Historische Demographie, 1972–1975 |

## Absolventen
- Henri Moissan (1852–1907), Chemiker
- Helena Willman-Grabowska (1870–1957), Indologin und Iranistin
- André Schaeffner (1895–1980), Musikethnologe
- Hubert Damisch (1928–2017), Philosoph und Kunsthistoriker
- Claude Domergue (* 1932), Archäologe
- René Gutman (* 1950), Rabbiner
- Marcel Pérès (* 1956), Kirchenmusiker, Komponist und Musikwissenschaftler

## Weitere Persönlichkeiten
- William Henry Waddington (1826–1894), Mitbegründer der EPHE
- Gaston Paris (1839–1903), Repetitor für romanische Philologie
- Maurice Besnier (1873–1933), Lehrbeauftragter für antike Geographie
- Alexandre Kojève (1902–1968), Lehrbeauftragter
- Jean-Bertrand Pontalis (1924–2013), Lehrbeauftragter
- Yves Coppens (1934–2022), Wissenschaftlicher Beirat
- Régis Debray (* 1940), Gründer des Institut d’étude des religions et de la laïcité
- Élisabeth Roudinesco (* 1944), Lehrbeauftragte